# Leptobotia curta
Leptobotia curta és una espècie de peix de la família dels cobítids i de l'ordre dels cipriniformes.

## Morfologia
Fa 15 cm de llargària màxima.

## Hàbitat i distribució geogràfica
És un peix d'aigua dolça, demersal i de clima temperat, el qual viu a Àsia: el Japó (el llac Biwa, el riu Yodo i diversos rius de la prefectura d'Okayama).

## Observacions
És inofensiu per als humans.